# Hemiercus
Hemiercus is een geslacht van spinnen uit de familie vogelspinnen (Theraphosidae).

## Soorten
De volgende soorten zijn bij het geslacht ingedeeld:
- Hemiercus cervinus (Simon, 1889)
- Hemiercus inflatus (Simon, 1889)
- Hemiercus kastoni Caporiacco, 1955
- Hemiercus modestus (Simon, 1889)
- Hemiercus proximus Mello-Leitão, 1923